# The Quireboys
A The Quireboys angol hard rock együttes. Amerikában és Kanadában The London Quireboys néven szerepelnek.

## Története
1984-ben alakultak Londonban. Jonathan Gray "Spike" énekes alapította. Egy bárban találkozott Guy Bailey gitárossal. Egy barátjuk áthozott egy gitárt és Chuck Berry dalokat kezdtek játszani, ekkor kezdte el őket érdekelni a zene. 
Ezután elhatározták, hogy megállapítják saját zenekarukat, ekkor még "The Choirboys" néven, az 1977-es film után. Nem sokkal később "Queerboys"ra változtatták a nevet. Hozzájuk csatlakozott Nigel Mogg basszusgitáros, Chris Johnstone zongorán és Paul Hornby dobos.
1987-ban változtatták meg "The Quireboys"-ra a nevüket, mivel a "The Queerboys" túl sértő volt (a "queer" szó a homoszexuálisakra utal). Jelenlegi nevük a "choir boys" változata.
Első nagylemezüket 1990-ben adták ki. Az albumról származó "Hey You" daluk slágernek számított. Ezután koncertezni indultak, olyan nagy nevekkel játszottak, mint a Rolling Stones, a The Cramps, Iggy Pop, L.A. Guns és Soundgarden.
A zenekar többször is feloszlott már, de 2001 óta újból aktívak.

## Hatásaik
Fő zenei hatásuként a Rolling Stonest és a Small Facest tették meg.

## Tagok
- Spike - ének (1984-1993, 1995, 2001-)
- Guy Griffin - gitár (1990-1993, 2001-)
- Keith Weir - billentyűk (2001-)
- Paul Guerin - gitár (2004-)
- Dave McCluskey - dob (2014-)
- Nick Mailing - gitár (2014-)

### Korábbi tagok
- Nigel Mogg
- Guy Bailey
- Chris Johnstone
- Paul Hornby
- Nick Connel (Coze)
- Ginger (David Leslie Walls)
- Rudy Richman
- Luke Bossendorfer
- Martin Henderson
- Pip Mailing
- Phil Martini
- Jason Bonham
- Simon Hanson

## Diszkográfia
- A Bit of What You Fancy (1990)
- Bitter Sweet & Twisted (1993)
- This is Rock'n'Roll (2001)
- Well Oiled (2004)
- Homewreckers & Heartbreakers (2008)
- Halfpenny Dancer (2009)
- Beautiful Curse (2013)
- Black Eyed Sons (2014)
- St. Cecilia and the Gypsy Soul (2015)
- Twisted Love (2016)
- White Trash Blues (2017)
- Amazing Disgrace (2019)